# Andrés Jiménez
Pour les articles homonymes, voir Jiménez.
Andrés Jiménez Fernández, né le 9 juin 1962 à Carmona, en Espagne, est un ancien joueur espagnol de basket-ball, évoluant au poste d'ailier fort.

## Biographie

### Palmarès
- Finaliste du championnat d'Europe 1983
- Finaliste des Jeux olympiques 1984
- Champion d'Espagne 1987, 1988, 1989, 1990, 1995, 1996, 1997 (FC Barcelone)
- Vainqueur de la coupe du Roi 1987, 1988, 1991, 1994 (FC Barcelone)
- Vainqueur de la Coupe Korać 1987 (FC Barcelone)